# Кредісов Вячеслав Анатолійович
Кредісов Вячеслав Анатолійович — український інвестор, підприємець, громадський діяч. У 2005—2006 роках — заступник Міністра Оборони Анатолія Гриценка з економічних питань та з питань будівництва. Заслужений економіст України, доктор економічних наук. Дисертація на тему зародження та розвитку малого та середнього підприємництва в Україні та порівняльний аналіз з іншими розвиненими країнами. Доцент Європейського університету фінансів, інформаційних систем, менеджменту і бізнесу. Голова Правління Всеукраїнської громадської організації «Нова Формація».

## Наукові праці
- «Менеджмент. Навчальні матеріали у схемах і формулах» (2008 р.)
- «Підприємництво — вирішальний фактор розвитку країн з перехідною економікою» (2003 р.)
- «Підприємництво в Україні — суть та умови формування» (2003 р.)
- Співавтор посібника «Менеджмент для керівників» (2000 р.)